# Ocupació de Menorca (1798)
L'Ocupació de Menorca fou una acció militar britànica que va tenir lloc el 1798 en el context de la Guerra angloespanyola (1796-1808), emmarcada dins de les Guerres revolucionàries franceses, on Espanya i França van declarar la guerra a Anglaterra. L'illa va ser recuperada per Espanya en 1802 amb la Pau d'Amiens.

## Antecedents
L'illa havia format part tradicionalment del Regne de Mallorca i seguit les seves vicissituds dinàstiques ininterrompudament des de la conquesta de 1287, però fou ocupada en 1708 pels britànics i posteriorment va ser cedida a la Gran Bretanya per Espanya en virtut del Tractat d'Utrecht (1713). Els britànics van mantenir la seva possessió fins al 1783 quan va ser retornada a Espanya en el  Tractat de París. Durant la seva ocupació els britànics l'havien utilitzada com a base naval, però era extremadament vulnerable als atacs duts a terme per les forces espanyoles o franceses, com es mostra pels dos setges separats del 1756 i 1781.
Mentre que la Gran Bretanya i Espanya havien entrat inicialment a les Guerres de la Revolució Francesa com aliats, el 1796 Espanya havia canviat el seu suport a favor de França i se n'havia anat a la guerra contra Gran Bretanya. Els britànics van intentar fer valer la seva autoritat sobre la Mediterrània, però tenia un dèficit de bases utilitzables. Després del fracàs d'establir una presència britànica a Còrsega, es va considerar altres objectius, com ara Menorca, Malta i Elba. Un cop la flota francesa de la Mediterrània havia estat destruïda a la badia d'Abukir, John Jervis va prendre la determinació de restaurar l'hegemonia britànica a la Mediterrània. Per tal d'assegurar això, la seva flota necessitava un lloc amb un port d'aigües profundes ben protegit que no pogués ser atacat per terra. La millor illa port la Mediterrània occidental es trobava al Port de Maó, a Menorca, on un gran drassana moderna incloïa un moll de carena, amplis magatzems i un hospital naval construït a l'efecte. A finals d'octubre, John Jervis va decidir enviar una expedició contra Menorca, que va partir el 19 d'octubre de 1798. La força expedicionària va arribar de Menorca, el 7 de novembre.

## Desembarcament

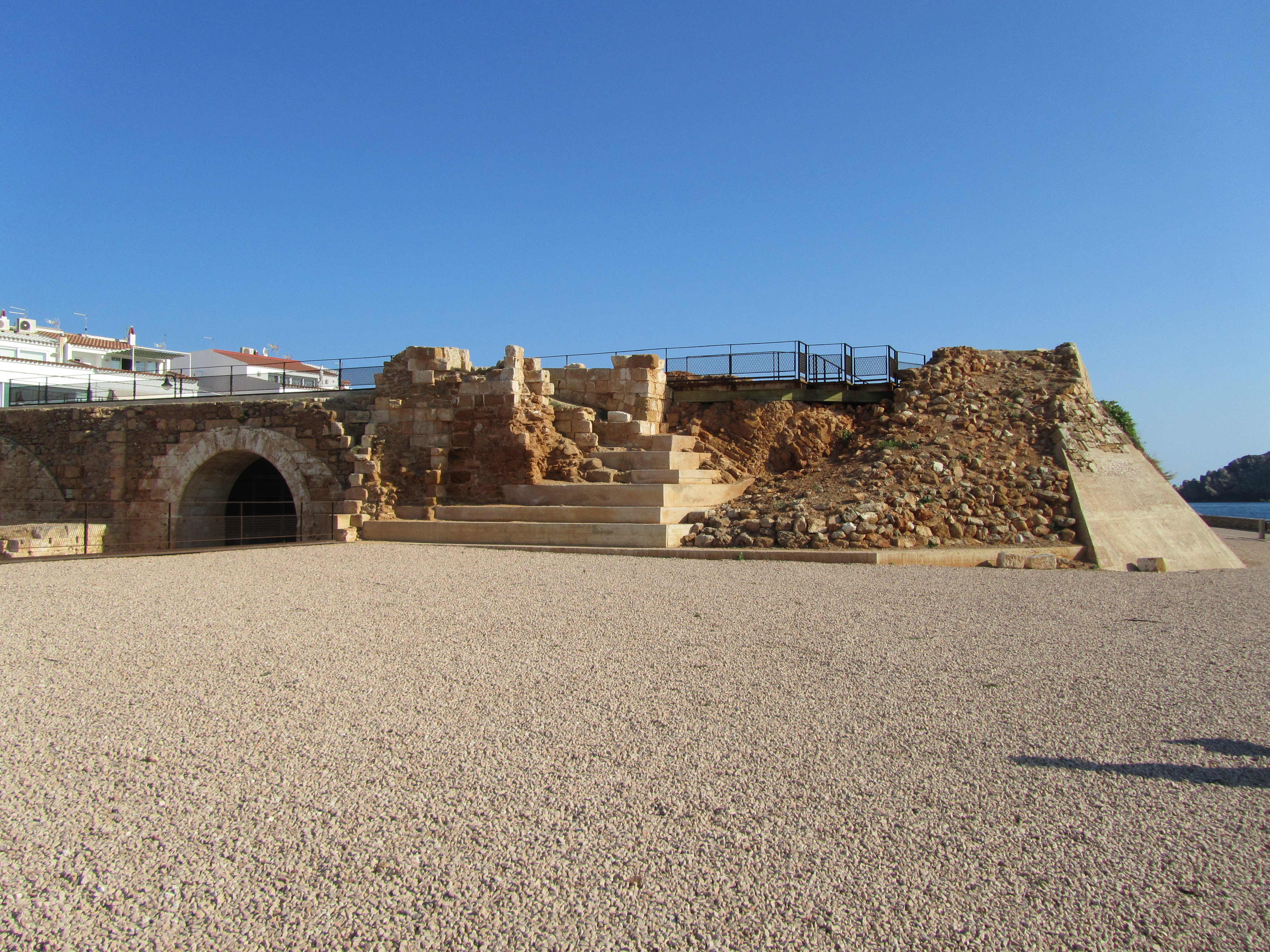
Castell de Sant Antoni a Fornells

El 7 de novembre del 1798 John Jervis va enviar tres vaixells de línia, el HMS Leviathan, HMS Orion i el HMS Princess Royal, tres fragates i diversos vaixells més petits i transports a l'illa sota les ordres contraalmirall John Thomas Duckworth, que portava un petit exèrcit comandat pel coronel Charles Stuart. Es va desembarcar una petita força a les Illes d'Addaia i es va destruir una posició d'artilleria espanyola i des d'allà es va repel·lir també un atac espanyol. Durant els següents dos dies, l'exèrcit va continuar cap a l'interior; una força de 300 homes sota les ordres del coronel Paget va aconseguir prendre el control d'Es Castell, el que permeté a la flota britànica d'entrar al port i ancorar-s'hi, mentre el gruix de l'exèrcit rebia posteriorment la rendició de la ciutat, incloent Fornells, que proporcionava a l'illa el seu principal ancoratge protegit, i després Es Mercadal. L'11 de novembre una esquadrilla espanyola de quatre fragates va intentar interrompre les operacions, però un contraatac espectacular de les naus de Duckworth els va foragitar.
Stuart havia mogut el seu exèrcit per assetjar Ciutadella el dia 14. El 16, la població de Ciutadella va capitular i el control de l'illa fou cedit a les forces britàniques. Vora 4.000 soldats espanyols caigueren en mans britàniques, així com un gran nombre de subministraments i armament. A més, quatre fragates espanyoles, la Flora i la Prosperine (40 canons), la Cazilda i la Pomona (38 canons), foren capturades, junt amb les seves tripulacions.

## Ocupació

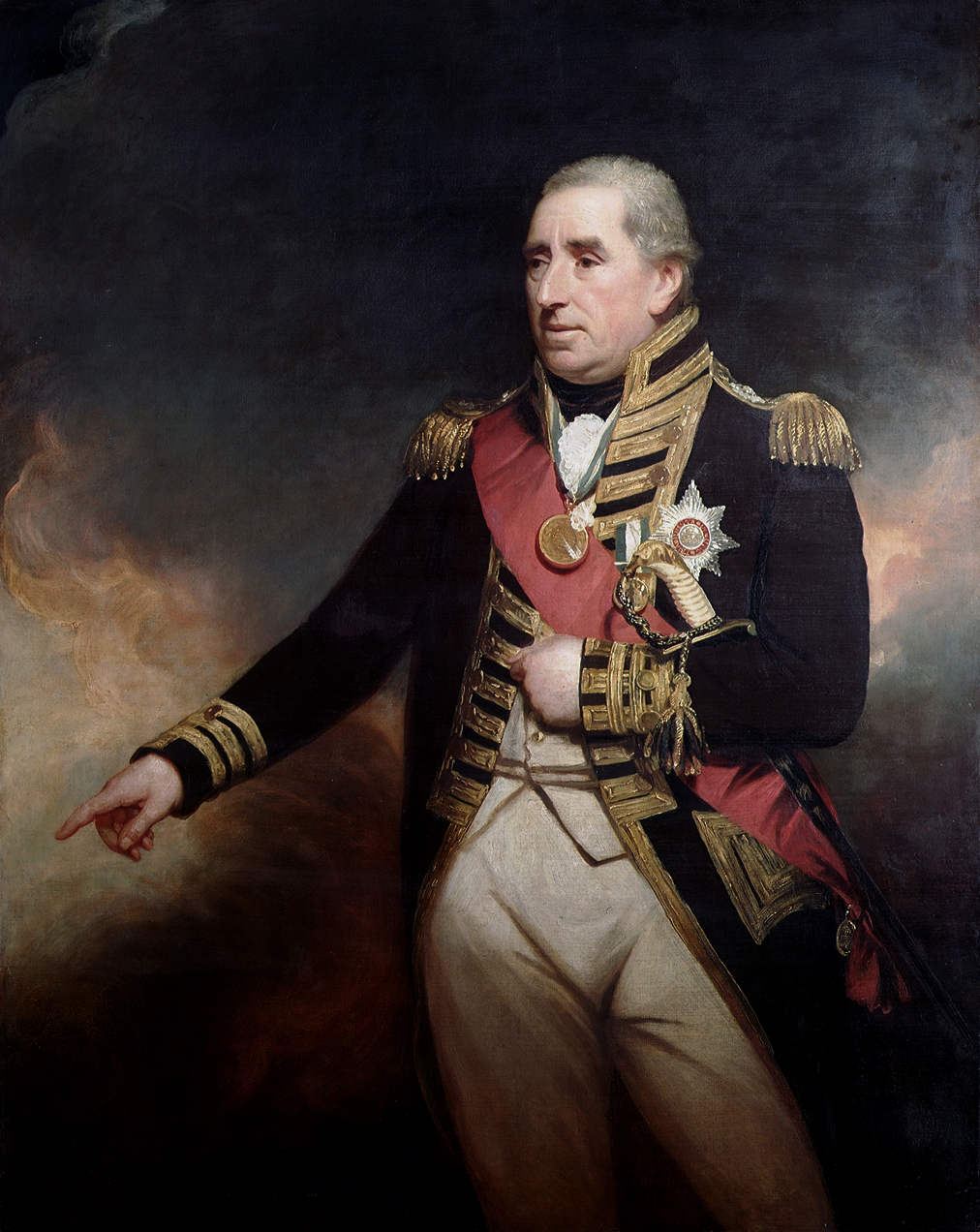
L'almirall John Thomas Duckworth que comandava les forces navals britàniques.

Els britànics convertiren l'illa en una de les seves principals bases de la Mediterrània. Moltes expedicions van ser llançades des de l'illa, i Thomas Cochrane, en particular, utilitzà l'illa com a base de les seves operacions al llarg de la costa espanyola. Charles Stuart fou governador de Menorca entre 1798 i 1800, i Henry Edward Fox ocupà el seu càrrec a partir de llavors.

## Conseqüències
El Tractat d'Amiens acordat el 1802, exigia la devolució de Menorca a Espanya com a condició de la duradora pau europea que s'esperava. El retorn de Menorca i altres bases mediterrànies fou motiu d'amarga oposició per part de molts oficials, incloent Horatio Nelson que va aparèixer a la Cambra dels Lords per parlar en contra d'aquesta perspectiva. Malgrat aquesta oposició, el Tractat es va concloure, i el comandant britànic, Sir Richard Bickerton va supervisar l'evacuació britànica.
La pau es va trencar ràpidament, però no es va fer cap esforç per recuperar Menorca, atès que ja s'havien establert bases a altres ports.